# Nina Scenna
Nina Hanna Mariana Wahlgren, född Scenna den 11 april 1907 i Masthuggs församling, Göteborg, död 16 september 1981 i Hässelby församling, Stockholm, var en svensk skådespelare.

## Biografi
Nina Scennas far italienaren Gustavo Scenna kom till Sverige som musiker. Hon var från 1932 gift med skådespelaren Ivar Wahlgren  och mor till skådespelaren Hans Wahlgren. Scenna filmdebuterade 1940 och medverkade i drygt 30 film- och TV-produktioner. Makarna Wahlgren är begravda på Gustavsbergs kyrkogård.

## Filmografi i urval
- 1976 – Raskens (TV-serie)
- 1973 – Ett köpmanshus i skärgården (TV-serie)
- 1963 – Här kommer Petter (TV-serie)
- 1962 – Spöket på Canterville (TV-teater)
- 1956 – Lille Fridolf och jag
- 1956 – Kulla-Gulla
- 1952 – Hon kom som en vind
- 1951 – Greve Svensson
- 1951 – Puck heter jag
- 1951 – Guld i gröna skogar
- 1950 – Den vita katten
- 1949 – Hur tokigt som helst
- 1949 – Lång-Lasse i Delsbo
- 1947 – Folket i Simlångsdalen
- 1944 – På farliga vägar
- 1944 – Vändkorset
- 1944 – Stopp! Tänk på något annat
- 1943 – Kvinnor i fångenskap
- 1943 – En flicka för mej
- 1943 – Katrina
- 1942 – Doktor Glas
- 1942 – Sexlingar
- 1940 – Swing it, magistern!
- 1940 – Juninatten

## Teater

### Roller (ej komplett)
| År   | Roll                              | Produktion                                                        | Regi                                       | Teater                           |
| ---- | --------------------------------- | ----------------------------------------------------------------- | ------------------------------------------ | -------------------------------- |
| 1933 | Gladys                            | Hennes stora chance Christine Jope-Slade och Sewell Stokes        | Albert Nycop                               | Helsingborgs stadsteater         |
| 1933 | Leni                              | Karl den store, högerytter László Bús-Fekete                      | Rudolf Wendbladh                           | Helsingborgs stadsteater         |
| 1933 | Mizzi                             | Den lilla butiken László Bús-Fekete                               | Albert Nycop                               | Helsingborgs stadsteater         |
| 1934 | Fru Dunér                         | Ett brott Sigfrid Siwertz                                         | Rudolf Wendbladh                           | Helsingborgs stadsteater         |
| 1934 | Anna                              | Värmlänningarna Fredrik August Dahlgren och Andreas Randel        |                                            | Fredriksdalsteatern              |
| 1934 | Zelma                             | OBS! Nymålat René Fauchois                                        | Albert Nycop                               | Helsingborgs stadsteater         |
| 1934 | Bianca                            | Othello William Shakespeare                                       | Rudolf Wendbladh                           | Helsingborgs stadsteater         |
| 1934 | Hildur                            | Ljungby Horn Edgar Collin, Vilhelm Østergaard, och Alfred Ipsen   | Albert Nycop                               | Helsingborgs stadsteater         |
| 1935 | Eli                               | Hycklare Finn Halvorsen                                           | Albert Nycop                               | Helsingborgs stadsteater         |
| 1935 | Fernande                          | Domino Marcel Achard                                              | Rudolf Wendbladh                           | Helsingborgs stadsteater         |
| 1935 |                                   | Livet på landet Fritz Reuter                                      |                                            | Fredriksdalsteatern              |
| 1935 |                                   | Småstadsfröknarna Einar Fröberg                                   |                                            | Fredriksdalsteatern              |
| 1935 |                                   | Timmerflottare Teuvo Pakkala                                      |                                            | Fredriksdalsteatern              |
| 1935 | Franzi                            | Plats för de unga Paul Vulpius                                    | Albert Nycop                               | Helsingborgs stadsteater         |
| 1935 | Natalija Ivanovna                 | Tre systrar Anton Tjechov                                         | Rudolf Wendbladh                           | Helsingborgs stadsteater         |
| 1935 | Alma                              | Kvartetten som sprängdes Birger Sjöberg                           | Albert Nycop                               | Helsingborgs stadsteater         |
| 1936 | Gwen                              | För berömliga gärningar W. Somerset Maugham                       | Rudolf Wendbladh                           | Helsingborgs stadsteater         |
| 1936 | Eleonora                          | Påsk August Strindberg                                            | Albert Nycop                               | Helsingborgs stadsteater         |
| 1938 | Margot Butler                     | Vi gentlemän (This Was a Man) Noël Coward                         | Sandro Malmquist                           | Nya Teatern                      |
| 1938 | Yrkesinspektrisen                 | Lyckan kommer, revy Alf Henrikson                                 | Sandro Malmquist                           | Nya Teatern                      |
| 1939 | Nattens drottning                 | Gamla glada tider: en Emil-Norlander-visans revy Sandro Malmquist | Sandro Malmquist                           | Nya Teatern                      |
| 1940 | Julia Hyltenius, änkedomprostinna | Hans nåds testamente Hjalmar Bergman                              |                                            | Fredriksdalsteatern              |
| 1942 | Agnes Toft                        | Lille Napoleon Paul Sarauw                                        | Max Hansen                                 | Vasateaterns turné               |
| 1957 | Svärmodern                        | Gustav Vasa August Strindberg                                     | John Zacharias                             | Norrköping-Linköping stadsteater |
| 1957 | Fabia                             | Vägen till Rom Robert E. Sherwood                                 | Kurt-Olof Sundström                        | Norrköping-Linköping stadsteater |
| 1957 | Fyokla Ivanovna                   | Frieriet Nikolai Gogol                                            | Anita Blom                                 | Parkteatern                      |
| 1961 | Mrs Pearce                        | My Fair Lady Frederick Loewe och Alan Jay Lerner                  | Lauritz Falk Carl-Gustaf Kruuse af Verchou | Lorensbergs Cirkus               |

## Radioteater
| År   | Roll                 | Produktion                                        | Regi        |
| ---- | -------------------- | ------------------------------------------------- | ----------- |
| 1950 | Fröken Monika Heiner | Hillmans detektivbyrå: Vattengraven Folke Mellvig | Lars Madsén |